# Tour du Finistère 2023
Il Tour du Finistère 2023, trentasettesima edizione della corsa, valida come evento dell'UCI Europe Tour 2023 categoria 1.1 e come undicesima prova della Coppa di Francia 2023, si svolse il 13 maggio 2023 su un percorso di 193,3 km, con partenza da Saint-Évarzec e arrivo a Quimper, in Francia. La vittoria fu appannaggio del francese Paul Penhoët, il quale completò il percorso in 4h46'22", alla media di 40,501 km/h, precedendo i connazionali Sandy Dujardin e Axel Zingle.
Sul traguardo di Quimper 82 ciclisti, dei 103 partiti da Saint-Évarzec, portarono a termine la competizione.

## Squadre e corridori partecipanti
| N.    | Cod. | Squadra                |
| ----- | ---- | ---------------------- |
| 1-7   | TEN  | TotalEnergies          |
| 11-17 | ACT  | AG2R Citroën Team      |
| 21-27 | COF  | Cofidis                |
| 31-37 | GFC  | Groupama-FDJ           |
| 41-47 | ARK  | Team Arkéa-Samsic      |
| 51-56 | BWB  | Bingoal WB             |
| 61-67 | CJR  | Caja Rural-Seguros RGA |
| 71-77 | EKP  | Equipo Kern Pharma     |

| N.      | Cod. | Squadra                    |
| ------- | ---- | -------------------------- |
| 81-87   | EUS  | Euskaltel-Euskadi          |
| 91-97   | LTD  | Lotto Dstny                |
| 101-107 | UXT  | Uno-X Pro Cycling Team     |
| 111-117 | UCN  | CIC U Nantes Atlantique    |
| 121-127 | NMC  | Nice Métropole Côte d'Azur |
| 131-137 | AUB  | St Michel-Mavic-Auber93    |
| 141-147 | TEC  | Team Ecoflo Chronos        |

## Ordine d'arrivo (Top 10)
| Pos. | Corridore          | Squadra       | Tempo    |
| ---- | ------------------ | ------------- | -------- |
| 1    | Paul Penhoët       | Groupama      | 4h46'22" |
| 2    | Sandy Dujardin     | TotalEnergies | s.t.     |
| 3    | Axel Zingle        | Cofidis       | s.t.     |
| 4    | Greg Van Avermaet  | AG2R          | s.t.     |
| 5    | Jesús Herrada      | Cofidis       | s.t.     |
| 6    | Clément Venturini  | AG2R          | s.t.     |
| 7    | Marco Tizza        | Bingoal       | s.t.     |
| 8    | Louis Barré        | Arkéa         | s.t.     |
| 9    | Florian Vermeersch | Lotto         | s.t.     |
| 10   | Romain Grégoire    | Groupama      | s.t.     |